# Nicola Morris
Nicola Anette Morris (ur. 9 września 1967 w Auckland) – nowozelandzka judoczka. Olimpijka z Barcelony 1992, gdzie zajęła trzynaste miejsce w wadze półśredniej.
Uczestniczka mistrzostw świata w 1991. Brązowa medalistka igrzysk wspólnoty narodów w 1990. Trzecia na mistrzostwach Wspólnoty Narodów w 1988 i 1992. Zdobyła dwa medale na mistrzostwach Oceanii w 1990 roku.

## Letnie Igrzyska Olimpijskie 1992
| Konkurencja | Eliminacje           | Repasaże         | Klas. końcowa |
| Konkurencja | Przeciwnik I         | Przeciwnik I     | Miejsce       |
| ----------- | -------------------- | ---------------- | ------------- |
| -61 kg      | Gu Hyeon-suk (KOR) P | Zhang Di (CHN) P | 13.           |